# サンリバー (大阪市)
サンリバー はプラスチック製品を製造・販売していた会社。

## 沿革
- 1997年1月 アパレルメーカーとして創業
- 1999年9月 サンリバー設立
- 2001年9月 株式会社に変更
- 2017年2月8日　大阪地裁より破産手続開始決定を受ける(事件番号：平成29年(ﾌ)第230号)。破産管財人は林和宏弁護士が選任される。
- 2017年11月9日　破産財団をもって費用の支弁に不足する為、本件破産手続の廃止を決定

## 会社概要
アパレルメーカーに勤務していた大井明浩が独立して創業。当初は服飾の製造・販売を営んでいたが、アクセサリー類に使用されているプラスチックの多様性に着目し生活用品・工業用品等幅広い製品を製造している。また、OEM製品の製造受託も併営しており平成期に入ってからは抗菌製品の研究・開発に注力している。

## 営業所
- 上海 中華人民共和国上海市宝山區豊翔路1302號

## 工場
- 上海 中華人民共和国上海市奉賢區拓林鎮新寺新林路528號

## 物流センター
- 〒501-6013 岐阜県羽島郡岐南町平成1-108